# Rio Carnaíba de Fora
Rio Carnaíba de Fora är ett periodiskt vattendrag i Brasilien.   Det ligger i delstaten Bahia, i den östra delen av landet, 500 km öster om huvudstaden Brasília.
Omgivningarna runt Rio Carnaíba de Fora är huvudsakligen savann. Runt Rio Carnaíba de Fora är det mycket glesbefolkat, med 6 invånare per kvadratkilometer.